# Valentin Sibbern
Valentin Christian Wilhelm Sibbern (9. september 1779, Værne Kloster, Rygge prestegjeld-1. januar 1853, Carlberg i Rygge) var en norsk minister, far til Carl og Georg Sibbern.
Sibbern fik allerede i 4-årsalderen bestalling som sekondløjtnant, blev officer 1796 og underkastede sig 1802 norsk juridisk eksamen. Valgt som repræsentant til rigsforsamlingen på Eidsvold både fra det Akershusiske Jægerkorps, ved hvilket han stod som major, og for Smålenenes Amt, betragtedes han som tilhørende den første valgkorporation; han tilhørte det Wedelske parti og tildrog sig opmærksomhed ved sin sindighed og dygtighed.
Om efteråret mødte Sibbern på det overordentlige Storting som repræsentant for den del af Smålenene, der ikke var besat af svenskerne; han var medlem af den komité, som Stortinget nedsatte til at underhandle med de svenske kommissarier om de i anledning af unionen nødvendige ændringer i grundloven. Han gik nu helt over i den civile statstjenesten.
I november 1814 blev Sibbern amtmand i Smålenenes Amt, hvilket han bestyrede, også efter at han 1822 var bleven stiftamtmand over Akershus Stift og amtmand i Akershus. Han repræsenterede Smålenene på alle storting til 1822 og Oslo på tinget 1824 og var den hele tid præsident dels i Stortinget, dels i Lagtinget. 1830 indtrådte han i kongens råd og stod i denne stilling indtil 1850. Hans dagbog fra Rigsforsamlingen er trykt i Norsk Historisk Tidsskrift 1. R. I, 208-72.